# Армоа, Блас
Блас Эстеба́н Армо́а Ну́ньес (исп. Blas Esteban Armoa Núñez; род. 3 февраля 2000 года, Асунсьон, Парагвай) — парагвайский футболист, нападающий клуба «Тигре».

## Клубная карьера
Армоа — воспитанник клуба «Спортиво Лукеньо». 4 апреля 2017 года в матче против «Либертад» он дебютировал в парагвайской Примере, в возрасте 17-ти лет. 15 апреля поединке против «Хенераль Диас» Блас забил свой первый гол за «Спортиво Лукеньо». 13 февраля 2018 года в матче Южноамериканского кубка против эквадорского «Депортиво Куэнка» он отметился забитым мячом.

## Международная карьера
В 2017 году в составе юношеской сборной Парагвая Армоа принял участие в юношеском чемпионате Южной Америке в Чили. На турнире он сыграл в матчах против команд Венесуэлы и Бразилии. В том же году Армоа принял участие в юношеском чемпионате мира в Индии. На турнире он сыграл в матчах против команд Мали, Новой Зеландии, США и Турции. В поединке против новозеландцев Блас забил гол.